# George Wheeler

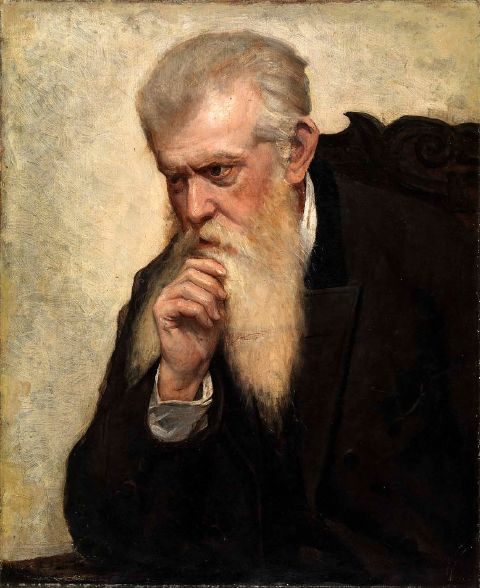
George Wheeler.

George Montague Wheeler, född 9 oktober 1842 i Hopkinton, Massachusetts, död 3 maj 1905 i New York, var en amerikansk upptäcktsresande och kartograf. 
Wheeler ledde 1871–79 en av amerikanska krigsministeriet utrustad expedition för utforskning och kartläggning av USA:s territorier väster om 100° västlig längd. Till denna expeditions vetenskapliga stab hörde flera framstående forskare, såsom Grove Karl Gilbert och Jules Marcou. Resultaten publicerades dels i "Topographical Atlas" (1872 ff.), dels i "Report upon the Geographical and Geological Explorations of the 100-Meridian in California, Nevada, Nebrasca, Utah, Arizona, Colorado, New Mexico, Wyoming and Montana" (1875 ff.). Efter Wheeler uppkallades Wheeler Peak (3982 meter), som förr ansågs vara högsta bergstoppen i delstaten Nevada.